# Stand By For…
Stand By For… — дебютний студійний альбом шведського співака Монса Сельмерлева.

## Список пісень
| #   | Назва                    | Автор слів                            | Автор музики                                           | Тривалість |
| --- | ------------------------ | ------------------------------------- | ------------------------------------------------------ | ---------- |
| 1.  | «Miss America»           | Фредрік Кемпе                         | Фредрік Кемпе                                          | 3:37       |
| 2.  | «The Prayer»             | Петер Бладг                           | Петер Бладг                                            | 4:14       |
| 3.  | «Paradise»               | Монс Сельмерлев                       | Монс Сельмерлев, Андерс Баґґе, Петер Шестрем           | 4:02       |
| 4.  | «Lively up Your Monday»  | Пер Гед, Магнус МакКензі, Матс Імелль | Пер Гед, Магнус МакКензі, Матс Імелль                  | 2:54       |
| 5.  | «Stand by»               | Монс Сельмерлев                       | Монс Сельмерлев, Робін Мортенсен Люнкг, Ніклас Оловсон | 3:03       |
| 6.  | «Please Me»              | Монс Сельмерлев                       | Монс Сельмерлев, Ніклас Едберґер, Генрік Вікстрем      | 3:00       |
| 7.  | «Cara Mia»               | Фредрік Кемпе, Генрік Вікстрем        | Фредрік Кемпе, Генрік Вікстрем                         | 3:03       |
| 8.  | «Agent Zero»             | Монс Сельмерлев                       | Робін Мортенсен Люнкг, Ніклас Оловсон                  | 4:24       |
| 9.  | «Brother oh Brother»     | Фредрік Кемпе, Генрік Вікстрем        | Фредрік Кемпе, Генрік Вікстрем                         | 3:26       |
| 10. | «Maniac»                 | Майкл Сембелло                        | Майкл Сембелло                                         | 3:04       |
| 11. | «Dreaming»               | Монс Сельмерлев, Фредрік Кемпе        | Фредрік Кемпе, Генрік Вікстрем                         | 3:44       |
| 12. | «Work of Art (Da Vinci)» | Монс Сельмерлев                       | Монс Сельмерлев, Ніклас Едберґер, Генрік Вікстрем      | 3:46       |
| 13. | «My Mistake»             | Монс Сельмерлев, Фредрік Кемпе        | Фредрік Кемпе                                          | 8:03       |